# Всеукраїнська академія наук
Всеукраїнська академія наук (ВУАН) — колишня назва Національної академії наук України, другий етап її історії. Розпочалася зі створення Української академії наук урядом Павла Скоропадського в листопаді 1918 року. Уже 1919 року уряд УНР та більшовистський уряд УСРР підтвердили її повноваження. У 1921 році під тиском уряду УСРР УАН об'єдналася з Українським науковим товариством та була перейменована на Всеукраїнську академію наук.

## Українська академія наук
При створенні в листопаді 1918 року академія мала назву Українська академія наук, проте 21 червня 1921 року Рада народних комісарів УСРР перейменувала її на ВУАН. Ця назва протрималася до 1936 року, коли академію було перейменовано в Академію наук УСРР, а з 1937 року — на АН УРСР.
Попри перейменування УАН на ВУАН, загальна концепція, структура та діяльність академії наук залишалися подібними у 1918—1930 роках. ВУАН складалася з трьох відділів, кожен з яких об'єднував наукові установи за власним профілем: I Відділ — Історико-філологічний, II Відділ — Фізико-математичний, III Відділ — Соціально-економічний. Також до складу ВУАН входила низка наукових товариств, які не були сконцентровані лише в Києві, а розташовувалися по всій УСРР.
У лютому 1921 року розпочала працювати ліквідаційна комісія Українського наукового товариства, установи якого увійшли до складу ВУАН. Попри прийнятий у червні статут ВУАН, ще декілька років Академія наук жила за статутом УАН 1918 року.
До складу УАН увійшли 12 академіків-засновників. У 1920 році налічувалося вже 31 дійсний член ВУАН
У 1919 році серед співробітників УАН налічувалося до 1000 осіб, тоді як на кінець року після білогвардійського правління в Києві - лише близько 500.

## 1922-1930
У 1922 році через скорочення фінансування значна частина установ була скорочена, а в тих, що лишилися, працювали переважно академіки й невеличка кількість співробітників. Кількість штатних співробітників зменшилася з 606 до 149 осіб.
У 1930 році внаслідок реформи ВУАН Соціально-економічний відділ було об'єднано з Історико-філологічним, а наукові установи зібрано в тематичні «цикли». Після нової реформи ВУАН у 1934 році цикли було ліквідовано, а академія перетворилася на асоціацію науково-дослідних інститутів.

## 1934—1936
Наприкінці 1933 року ВУАН складалася зі 164 кафедр, інститутів, комісій, кабінетів, лабораторій, дослідних станцій. Натомість січнева сесія Президії ВУАН ліквідувала більшу частину цих установ, об'єднавши їх у 21 науково-дослідний інститут. У травні того ж року було створено Інститут клінічної фізіології, а також 1934 року до академії було передано Інститут водного господарства. У 1935 році до складу ВУАН також було передано Дніпропетровський інститут фізичної хімії.
Всього на 1 січня 1935 року в Академії наук працювало 1125 співробітників, з них 433 науковців. До складу ВУАН входив 51 академік. 
Був значно поповнений склад академії новообраними дійсними членами і член-кореспондентами.
У лютому 1936 ВУАН перейменували в АН УСРР. За статутом 1936 року Академію було підпорядковано Раді Народних Комісарів УСРР. Відтоді на перше місце в діяльності ВУАН висунулися математика, техніка й природознавчі науки.

## Репресії
На розвиток української науки суттєво негативно вплинула ідеологічно-політична чистка потенційно опозиційних комуністичному режиму наукових сил, яку проводила в 1920—1930-х роках більшовицька партія.
15 співробітників ВУАН, зокрема 2 академіки, були звинувачені в справі та відкритому політичному процесі «Спілки визволення України» («СВУ»).
Одними з лідерів вигаданої у 1931—1933 роках організації «Українська революційно-демократична спілка» радянські органи державної безпеки назвали аспіранта Інституту біохімії ВУАН Сергія Єрофійовича Підгайного та науковця Інституту хімії ВУАН Олександра Купріяновича Хоменка Серед інших учасників «змови» — аспірант Інституту хімії Олексій Аврамович Сиротенко.
З 1931 року в штаті Державного політичного управління (ДПУ) Народного  комісаріату внутрішніх справ (НКВС) УСРР з'явився Секретно-політичний відділ. Він був утворений відповідно до наказу голови ДПУ Всеволода Балицького за № 92 від 4 квітня 1931 р. і, зокрема, одним з завдань його другого відділення було: «… в). Розробка ВУАН, наукових інститутів Академії, наукових об'єднань та організацій, пов'язаних з роботи з ВУАН…».
Крім того, в 1930-х роках відбулася розправа з міфічною « Трудовою селянською партією» (О. В. Чаянов, М. Д. Кондратьєв і їх прихильники, які орієнтувалися на становлення індивідуальних трудових господарств, а не колгоспів) і знищення Демографічного інституту ВУАН (засновником і директором якого був М. В. Птуха). За результатами цих процесів були засуджені понад 500 українських економістів і демографів. Багато з них були розстріляні, більшість потрапило в ГУТАГ.
Наталія Полонська-Василенко (1958), не торкаючись політичних процесів і офіційних мотивів обвинувачень, зробила спробу накреслити, хоч і неповний реєстр репресованих у ВУАН та АН УРСР у 1919—1941 роках за їхніми фахами. За її підрахунками вийшло 250 осіб, в тому числі 19 академіків. При цьому авторка підкреслила, що цей список далеко не повний.